# Horispora
Horispora (lat. Chorispora), rod jednogodišnjeg raslinja iz porodice krstašica raširen Euroazijom, ali i uvezen (vrsta C. tenella) na druge kontinente.  
Na popisu ima 12 vrsta a u Hrvatskoj raste jedna, nježna horispora C. tenella

## Vrste
1. Chorispora bungeana Fisch. & C.A.Mey.
2. Chorispora greigii Regel
3. Chorispora iberica (M.Bieb.) DC.
4. Chorispora insignis Pachom.
5. Chorispora macropoda Trautv.
6. Chorispora persica Boiss.
7. Chorispora purpurascens (Banks & Sol.) Eig
8. Chorispora sabulosa Cambess.
9. Chorispora sibirica (L.) DC.
10. Chorispora songarica Schrenk
11. Chorispora tashkorganica Al-Shehbaz, T.Y.Cheo, L.L.Lu & G.Yang
12. Chorispora tenella (Pall.) DC.